# Eli Tomac
Eli Tomac, né le 14 novembre 1992 à Cortez (Colorado), est un pilote de moto-cross américain qui participe aux championnats AMA de supercross et AMA de motocross.
Tomac a commencé sa carrière professionnelle en 2010. Il a fait ses débuts en 450 cm3 à mi-chemin du calendrier Supercross 2013 et a rejoint la catégorie reine à temps plein en 2014.
Il a remporté sa première épreuve de motocross outdoor 450 cm3 à Spring Creek National en 2014 à Millville. Sa première victoire en Supercross 450 cm3  est survenue en 2015 au stade Chase Field à Phoenix, Arizona.
Eli faisait partie initialement de l'équipe Geico Honda puis Kawasaki à partir de 2016. Depuis la saison 2022 il fait partie de l'équipe usine Yamaha Star racing.
Eli Tomac est devenu une véritable légende du supercross et motocross américain avec trois titres en supercross et cinq titres en motocross. L’enfant du Colorado mènera le championnat 2023 de supercross jusqu’à Denver, l’avant dernière épreuve de la saison, où il se blessera (rupture du tendon Achille) et permettra à Chase Sexton de remporter le titre. Après son absence lors du championnat 2023 de motocross américain il reviendra en 2024, un début de saison compliqué avec quelque soucis physique. Il gagne l’épreuve de Saint Louis en remportant les trois manches de cette triple crown. Mais Eli se blesse au pouce et est contraint de se faire opérer le faisant rater les deux dernières épreuves de ce championnat et le championnat de motocross. 

## Carrière

### En250cm3
Eli Tomac a commencé sa carrière professionnelle en 2010 avec le team Geico Honda et est devenu le premier pilote de l'histoire du motocross US à remporter dès sa première participation une course du championnat AMA de motocross 250 cm3.
En 2011, Eli a terminé 2ème du championnat 250SX West coast derrière Broc Tickle avec deux victoires et six podiums.
Eli Tomac gagne le championnat 250SX West coast en 2012 avec 5 victoires.
En 2013, Eli termine à 2 points de Ken Roczen du championnat 250SX West coast  avec cinq victoires. Puis il a remporté le titre AMA Motocross 250MX avec 7 victoires et 12 podiums.

### En450cm3
Pour la saison 2014, Eli Tomac passe en catégorie 450 cm3 toujours avec le team Honda Geico mais se blesse.
Malgré une autre blessure en 2015, Eli termine deuxième derrière Ryan Dungey dans le championnat AMA 450SX avec onze podiums.
Par la suite il a commencé la saison AMA de motocross 2015 avec 2 victoires au classement général puis 5 autres victoires consécutives avant d'être mis à l'écart par une blessure.
En 2016 et 2018, Eli Tomac remporte la Monster Energy Cup. Et notamment empoche le million de dollar en 2018 en remportant les 3 courses.
En 2017, Tomac fini 2ème du AMA supercross 450SX à 5 points du leader Ryan Dungey. Cette année là, il aura remporté 9 épreuves sur les 17 possibles.
Eli Tomac réalise le triplé en championnat Pro Motocross 450MX en remportant le championnat simultanément de 2017 à 2019.
Finalement en 2020 il remporte enfin le titre tant espéré de championn AMA Supercross 450SX.
En 2022, après un changement d'équipe pour Yamaha Star Racing et 7 victoires dont 5 consécutives, Eli Tomac est champion 450SX pour la seconde fois.
Il réalise cette même année son premier doublé dans la catégorie reine en remportant un quatrième titre outdoor 450 au terme d'un saison épique avec Chase Sexton.
Arrivé avec un seul point d'avance lors de la dernière épreuve (plus petit écart de l'histoire du championnat), Eli Tomac remporte 14 des 24 manches et remporte le championnat de seulement 7 points.
Eli Tomac remporte en 2022, le Motocross des nations au sein de l'équipe des USA avec comme coéquipiers Chase Sexton et Justin Cooper.

## Vie privée
Tomac est le fils de l'ancien coureur de BMX, de cyclisme et de VTT John Tomac et de sa femme Kathy.
Eli est marié à Jessica (Steiner) Tomac et ensemble, ils ont trois enfants Lev Loe et Noah Gray et Luca.

## Palmarès
- Vainqueur du championnat AMA Supercross 250SX Ouest en 2012
- Vainqueur du championnat AMA Motocross 250MX en 2013
- Vainqueur du championnat AMA Motocross 450MX en 2017, 2018, 2019 et 2022
- Vainqueur du championnat AMA Supercross 450SX en 2020 et 2022
- Vainqueur du Motocross des nations en 2022.